# Химаншу Такур
Химаншу Тхакур (англ. Himanshu Thakur; род. 9 января 1994 в Бурyа, Сагар, Мадхья-Прадеш, Индия) — индийский горнолыжник, участник Олимпийских Игр в Сочи (2014), FIS World Ski Championships (2015). Знаменосец Индии на церемонии закрытия ЗОИ-2014.
Выступает за клуб Manali Ski Association.
В 2013 году участвовал в чемпионате мира в Шладминге (62 место). Его лучший результат в соревнованиях FIS — двенадцатое место в гигантском слаломе в 2014 году в Иране.

## Зимние игры 2014
Химаншу Тхакур и Хира Лал прошли квалификационный отбор на соревнования по горнолыжному спорту в Сочи, но поскольку у Индии было квота на одно место, был сделан в пользу более успешного спортсмена
Тхакур закончил гигантский слалом на последнем месте из тех, кто завершил гонку.
| Соревнование      | Скоростной спуск/ 1 спуск | Скоростной спуск/ 1 спуск | Слалом/ 2 спуск | Слалом/ 2 спуск | Всего   | Место |
| Соревнование      | Время                     | Место                     | Время           | Место           | Всего   | Место |
| ----------------- | ------------------------- | ------------------------- | --------------- | --------------- | ------- | ----- |
| Гигантский слалом | 1:47,86                   | 79                        | 1:49,69         | 72              | 3:37,55 | 72    |